# 大野実の夢の応援団
大野実の夢の応援団（おおのみのるのゆめのおうえんだん）は、1996年10月から2012年3月30日まで『KBS京都（ラジオ）』で毎週金曜日深夜0:00 - 0:30に放送していたラジオ番組。

## 概要
開始当初は毎週日曜日23:00から23:30の30分番組で、2012年2月17日に800回を迎えたKBS京都ラジオが誇る長寿番組。番組の最初に団員名簿からランダムに選んで、出席を取っていた時期もある。
番組挨拶として、「ダッシャー」（達者、よっしゃ、ダッシュの意味がある。）を用いる。
現在は森脇健児のサタデーミーティング内包番組。（ナイターオフ期　土曜日20:55 - 21:00）

## パーソナリティ
- 大野実
  - この番組のパーソナリティ。かつては京都美山高等学校の学校長を務めていた。
- 柴田幸子
  - 京都府を拠点として活動をしているローカルタレント。

## コーナー
- リクエスト
  - リクエスト曲を掛けるコーナー。
- 青春玉手箱
  - おたよりを読むコーナー。（ふつおた）
- 僕も私もミュージシャン
  - 送られてきたデモテープを、紹介するコーナー。時々、大野が歌を歌うことがある。
- IJM対策室（不定期）
  - いじめ問題について相談に乗り、答えるコーナー。
- 夜のお客様のコーナー（不定期）
  - ゲストを呼んでのトーク。